# Gérald Zahnd
Pour les articles homonymes, voir Zahnd.
Gérard Zahnd est un artiste multidisciplinaire suisse né à Vevey en 1941.
Il s'est essentiellement démarqué dans le milieu artistique et graphique québécois en tant qu'affichiste, muraliste et artiste peintre.

## Biographie
Originaire de la ville de Vevey, en Suisse, Gérald Zahnd a parfait ses études à l’École des beaux-arts de Lausanne (1956 à 1961) de concert à ses études en céramique à l’École suisse Chavanne Renens (1955 à 1962). Sa carrière professionnelle a également débuté en Europe, où il a créé ses premières affiches et où il a participé à plusieurs expositions ; entre autres, en 1962, l'exposition de céramique suisse au Musée cantonal des beaux-arts de Lausanne. Il est avant tout un artiste plasticien et avant-gardiste.
Il émigre au Canada en 1964 et s'installe à Montréal où il fait ses débuts dans le milieu artistique québécois en tant que muraliste. Il collabore avec divers architectes pour intégrer des œuvres d’art aux édifices publics de la métropole. C’est le début de sa carrière en tant que muraliste.
Gérald Zahnd travaille également comme affichiste à son compte pour les différents théâtres de Montréal, tels que le Rideau Vert et le théâtre du Nouveau Monde, ce qui deviendra son principal emploi durant les années 1970. 
À la fin des années 1980, il décide de se consacrer uniquement à la peinture. 

### Carrière
La carrière de Gérald Zahnd au Québec se divise en trois grandes catégories.

#### Muraliste
Zahnd commence sa carrière au Québec en tant que muraliste. Il participe à l'intégration d'œuvres d'art dans l'architecture de différents édifices montréalais. Il prend part à plusieurs projets d'édifices publics dont l'Université de Montréal, quelques églises, des stations de métro ainsi que le bâtiment de la Caisse populaire de Ville Lasalle. Ses œuvres sont majoritairement abstraites, minimalistes et sont composées de formes géométriques de différentes couleurs. Il a su se démarquer dans ce domaine, puisqu’il a réalisé ces murales avant même que le gouvernement offre le programme du « un pour cent réservé à l’intégration des arts à l’architecture ».

#### Affichiste
À la fin des années 1960 et les années 1970, Gérald Zahnd fait sa marque au Québec comme affichiste. Ses affiches se distinguent par leur style minimaliste et avant-gardiste, leur humour, leur grande efficacité visuelle ainsi que leurs qualités plastiques. Pour la majorité de ses œuvres, Zahnd privilégie la sérigraphie comme procédé d'impression. Ce n'est que vers la fin des années 1970 qu'il commence à utiliser l'impression offset.
Il est intéressant de constater qu'à cette époque, les graphistes dont les affiches se démarquent le plus sont tous ceux qui mélangent leur bagage québécois et européen. Dans le cas de Zahnd, son style est teinté d'influences suisses, qui sont la base de son éducation artistique.
Les années 1970 sont très fertile pour l’artiste. Il travaille principalement pour les maisons de théâtre populaires montréalais:
- De 1967e 1980, pour le Théâtre du Rideau Vert dont il fera également la papeterie entre 1965 et 1975.
- De 1968 à 1970, pour le Théâtre d'Aujourd'hui, pour lequel il réalise une affiche très minimaliste pour promouvoir la pièce Mime.
- De 1973 à 1980, pour le Théâtre du Nouveau Monde
- De 1975 à 1978, pour le Théâtre Populaire du Québec.

#### Peintre
À partir des années 1987-1988, Zahnd se concentre sur sa carrière en tant que peintre. Il développe un style très expérimental pour éviter la monotonie. Dans cette optique, il ne se limite pas à un seul médium. Il utilise aussi, un peu comme dans ses murales, des formes géométriques et colorées qui se rapprochent de l'abstraction lyrique. Les couleurs sont parfois sobres, parfois très lumineuses, encore une fois dans le but d'expérimenter et d'éviter la répétition. Il se considère un artiste aux méthodes traditionnelles[réf. nécessaire] : ce fut sa manière de résister à la révolte[Interprétation personnelle ?].
Nous retrouvons[Qui ?] dans son style artistique un duel constant entre la spontanéité et le volontaire, la stabilité et la mobilité, une structure apprise et des gestes nouveaux, un duel entre le dessin, la structure linéaire et la spontanéité, les couleurs et la peinture. Son audace, guidée par l'émotion, apporte une nouvelle approche au Québec tout en provoquant la réflexion[Interprétation personnelle ?]. Selon Édouard Lachapelle dans De A, comme alchimiste, à Z, comme Zahnd, « plus organique qu'organisée, son œuvre laisse place aux découvertes progressives qui la renouvellent plus par de souples intuitions « ioniennes » que par des résolutions raisonnées. L'émotion la guide encore vers sa nouveauté et c'est par là qu'elle demeure une constante découverte ». Son style artistique se caractérise comme étant abstrait et « en constante évolution ».
En 1991, il réaliste une exposition solo nommée Gérald Zahnd et les murs urbains à Galerie Frédéric Palardy et Il a également pris part à l'exposition Papier en fête à la Galerie Simon Biais, toujours en 1991. À la Galerie Lacerte, Palardy et associés, il a exposé ses œuvres sous le thème « Le nu contemporain ». Il a ensuite présenté Ziploc ou La banlieue du vide à l'Inspecteur Épingle en 1993, puis à la maison de la culture Marie Uguay, à Montréal, en 1994.
En 2004, il présente sa dernière exposition La fin des croix... Amen! à la galerie Yergeau du Quartier Latin, à Montréal. Zahnd y présente une série de tableaux qui illustrent des croix sur fonds texturés, hachurés, abimés. Le symbole de la croix doit être perçue, dans ses tableaux, comme un avertissement, une ligne à ne pas franchir. Elles ne font pas du tout référence à la religion, contrairement à ce que l’on peut penser.
De 1997 à 2007, il a créé ses tableaux dans un atelier du Quartier Latin nommé Porte 201.

### Style et Inspiration

#### Abstraction géométrique et minimalisme
L'abstraction géométrique est une forme d'expression artistique très souvent non figurative dans laquelle se sont illustrés plusieurs courants historiques et qui a recours à l'utilisation de formes géométriques et de couleurs disposées en aplats dans un espace bidimensionnel. Le minimalisme, quant à lui, est un mouvement de l’art moderne qui recherche de solutions demandant le minimum de moyens et d’efforts. Il s’agit d’une tendance esthétique, littéraire, théâtrale et musicale contemporaine qui se caractérise par une économie extrême des moyens artistiques mis en œuvre.
On voit[Qui ?] surtout l'influence de ces courants dans les murales de Zahnd, lors de son arrivée au Québec.

#### Style International Suisse
Le Style suisse fut instauré comme discipline par les écoles d’arts graphiques de Bâle et de Zurich durant les années 1930, mais ce n’est qu’à la fin des années 1950 qu’on l’exportera sous le nom de Style international. Dans les œuvres de Gérald Zahnd, plus principalement ses affiches, on retrouve une très grande influence de Style International Suisse, qui s'est développé durant les années 1950, au moment où il étudiait.
En effet, plusieurs caractéristiques de ce mouvement sont perceptibles dans ses affiches. Entre autres, on constate l'utilisation de Polices_de_caractères sans-serif telles que Helvetica ou Akzidenz Grotesk dans les gros titres, souvent alignés à gauche. Zahnd privilégie également une composition très épurée et une mise en page asymétrique.
Ses caractéristiques sont très présentes dans les premières affiches de l'artiste (voir entre autres, Mime dans la section réalisation). Puis, au fil des ans, ces influences provenant de son pays d’origine se mêlent à d'autres styles et mouvements mais on sent toujours qu'elles restent au centre de sa démarche artistique.

##### L'Art de l'affiche en Suisse
L’affiche établit un lien entre l’art et l’article de consommation. Son but est de nous plaire, de capter notre sympathie et de nous communiquer son message, nous inciter à acheter, à participer, à visiter et à donner. […] Dans un monde en constante transformation, l’affiche est un symbole. Les produits qu’elle vente paraissent et disparaissent, les techniques utilisées se modifient et se perfectionnent et les artistes eux-mêmes évoluent. L’art graphique publicitaire suisse a contribué à cette évolution et c’est ce qui le rend si pertinent et avant-gardiste. Il est intéressant de constater que les exigences artistiques des pionniers suisses de l’art de l’affiche, tels que les Cardinaux, les Hodler, le Amiet et les Vallet, ont encore de l’influence aujourd’hui. Ils ont réussi à honorer leur pays, par le fait même.

#### Université de la Ruelle
Dans les années 1990, l'on voit apparaître plusieurs regroupements d'artistes, pour la plupart initiés par Denis Pellerin. L'Université de la Ruelle est l'un d'entre eux, où Zahnd participera et viendra y puiser son inspiration. L'Université de la Ruelle regroupait toutes sortes d'art et pas uniquement que la peinture et la sculpture. En effet, nous pouvions y découvrir des musiciens par l'organisation de récitals ou de concerts, tels que Gina Laudry, soprano, et Marie-Anne Patenaude, pianiste. De plus, des soirées de discussions et des conférences étaient organisées afin de rendre l'art moins solitaire et de permettre un échange constant entre les artistes.

## Réalisations

### Murales

#### Murale, Université de Montréal
L’œuvre Murale de Zahnd, conçue en 1966, dynamise le décor d'un corridor de béton de l'Université de Montréal. Les formes géométriques sont en métal plié, parfois juxtaposées, parfois légèrement espacées, ce qui donne du volume à l'œuvre. Les matériaux utilisés par l'artiste sont résistants et démontrent aussi son souci de s’adapter aux contraintes de durée et de résistance pour une œuvre intégrée à l'architecture.
La murale s'inspire du courant de l'abstraction géométrique avec ses couleurs en aplat où le noir est éclairé par du bleu, du rouge, du blanc et du jaune.

#### Mur Urbain
Exposition solo à la Galerie Frédéric Palardy en 1991, où le dualisme de ses œuvres prend beaucoup d'importance[style à revoir].

### Affiches
- Mime, 1966-67, Théâtre d'aujourd'hui
- Arrabal, 1966-67, Théâtre des apprentis sorciers
- Ce soir on improvise, 1968, Théâtre du Rideau Vert
- Les Belles-sœurs, 1968 et 1971, Théâtre du Rideau Vert
- Tango, 1969, Théâtre d'aujourd'hui
- Becket ou l'Honneur de Dieu, 1971, Théâtre du Rideau Vert.
- La charge de l'orignal épormyable, 1974, Théâtre du Nouveau Monde
- Délire à deux, 1976, Théâtre du Nouveau Monde
- Les chaises, 1976, Théâtre du Nouveau Monde

### Peintures

#### La fin des croix...Amen!
En 2004, à la galerie Yergeau du Quartier Latin à Montréal, Zahnd présente La fin des croix...Amen! Il y montre une série de tableaux où sont illustrées des croix massives, une par tableau, sur fonds texturés, hachurés, abimés. Zahnd a voulu évoquer par ces toiles une double histoire : la sienne puis l'Histoire en général. Les fonds des tableaux sont remplis d'accrocs et gestes saccadés. Dans le cas de ces tableaux, la croix doit être perçue comme une frontière à ne pas franchir et en aucun cas comme une représentation de la religion.